# Robert Swan (Schauspieler)
Robert Swan (* 20. Oktober 1944 in Chicago, Illinois; † 9. August 2023 in Rolling Prairie, Indiana) war ein US-amerikanischer Schauspieler.

## Leben
Swan wurde in Chicago geboren und hatte zwei Brüder, David und Charles, und eine Stiefschwester namens Elizabeth. Er sang als Jugendlicher in der Kirche St. Paul & The Redeemer im Stadtbezirk Hyde Park von Chicago und im Chor der Lyric Opera und der Chicago Symphony.
Er lebte zuletzt mit seiner Ehefrau Barbara in Rolling Prairie in Indiana, wo er im Alter von 78 Jahren an den Folgen von Leberkrebs verstarb.

## Karriere
Swan erlangte erste Schauspielerfahrung als Jugendlicher auf den Bühnen der Theater in Chicago. 1974 hatte er eine erste Rolle im Bühnenstück The Freedom of the City am Broadway in New York City.
Robert Swan wurde mit Charakterrollen in Sportfilmen wie Freiwurf an der Seite von Gene Hackman, Touchdown – Sein Ziel ist der Sieg (Rudy) und in Arthur Hillers The Babe – an der Seite von John Goodman – bekannt. Seine erste Rolle vor der Kamera hatte er jedoch 1980 in Ein tödlicher Traum, in dem er einen Bühnenarbeiter spielt, der im Jahr 1912 mit einem von Christopher Reeves dargestellten Charakter kämpft, der in der Zeit zurückreist, um seiner großen Liebe zu begegnen.
Er spielte 1987 in Brian De Palmas Film The Untouchables – Die Unbestechlichen einen kanadischen Mountie und 1994 in Oliver Stones Film Natural Born Killers einen gewalttätigen Hilfssheriff. In Who’s That Girl aus dem Jahr 1987 und Meh’ Geld aus dem Jahr 1992 spielte er ebenfalls Gesetzeshüter.
Zu seinen weiteren Kinofilmen gehören Ein Senkrechtstarter kratzt die Kurve (1981), Doctor Detroit (1983), Randal Kleisers Grandview, U.S.A. (1984), That Was Then... This Is Now (1985), Costa-Gavras’ Verraten (1988) und Ron Howards Backdraft – Männer, die durchs Feuer gehen (1991).
Er spielte auch in zahlreichen Fernsehserien wie All My Children, Spenser und Der Equalizer und war 1984 zusammen mit Jane Fonda im Fernsehfilm The Dollmaker zu sehen. Neben seiner Arbeit vor der Kamera war Swan ein gefragter Sprecher und war unter anderem in Werbespots von United Airlines zu hören.
Swan war Mitbegründer der Harbor County Opera in Three Oaks im US-Bundesstaat Michigan. Zuletzt hatte Swan ein Drehbuch über das Leben des am Tourette-Syndrom leidenden englischen Lexikographen Samuel Johnson geschrieben, der 1755 ein Wörterbuch der englischen Sprache veröffentlicht hatte. Bis kurz vor seinem Tod versuchte er, das Drehbuch mit dem Titel The Saint and the Scoundrel an ein kleines oder großes Filmstudio zu verkaufen, was ihm allerdings nicht mehr gelang.

## Deutsche Synchronsprecher
Im deutschen Sprachraum wurde Swan unter anderem von Helmut Ahner, Jörg Döring, Erich Ebert, Bert Franzke, Norbert Gastell, Helmut Gauß, Heinz Giese, Karl-Heinz Grewe, Lothar Hinze, Klaus-Dieter Klebsch, Helmut Krauss, Wolf Rüdiger Reutermann, Karl Schulz, Erik Schumann, Klaus Sonnenschein und Jochen Striebeck synchronisiert.

## Auszeichnungen
Swan wurde dreimal für den Joseph Jefferson Award nominiert. 1975 als „Bester Schauspieler in einer Hauptrolle in einem Theaterstück“ für seine Darstellung in The Lesson am Orphans Theatre in Chicago, 1977 in der Kategorie „Schauspieler in einer Nebenrolle“ für seine Darstellung in Knock Knock am Body Politic Theatre in Chicago und 1980 für seine Darstellung in Buried Child am Northlight Theatre, Chicago – ebenfalls als „Schauspieler in einer Nebenrolle“.

## Filmografie (Auswahl)

### Film
- 1980: Ein tödlicher Traum
- 1981: Ein Senkrechtstarter kratzt die Kurve
- 1983: Dr. Detroit
- 1983: Die letzte Schicht (Heart of Steel; Fernsehfilm)
- 1984: Dollmaker – Ein Traum wird wahr (Dollmaker; Fernsehfilm)
- 1984: Speedway Trio (Grandview, U.S.A.)
- 1985: Lose Control – Jungs außer Kontrolle (That Was Then… This Is Now)
- 1986: Freiwurf (Hoosiers)
- 1987: The Untouchables – Die Unbestechlichen
- 1987: Who’s That Girl
- 1988: Verraten
- 1988: The Trial of Standing Bear (Fernsehfilm)
- 1991: Backdraft – Männer, die durchs Feuer gehen
- 1992: The Babe – Ein amerikanischer Traum
- 1992: Meh’ Geld
- 1993: Touchdown – Sein Ziel ist der Sieg (Rudy)
- 1994: L’amico d’infanzia (auch: The Childhood Friend)
- 1994: Natural Born Killers
- 1997: Der lange Weg der Leidenschaft (Going All the Way)
- 1997: Revenge – Wettlauf mit der Zeit (Cold Night Into Dawn)
- 2004: C.S.A.: The Confederate States of America
- 2010: Capture (Kurzfilm)
- 2012: The Owner

### Fernsehen
- 1979: The Duke
- 1981: Der Große aus dem Dunkeln (Walking Tall)
- 1981: Sheriff Lobo (The Misadventures of Sheriff Lobo)
- 1985: Wildside
- 1985: Unbekannte Dimensionen
- 1987: Stingray
- 1986–1987: Spenser
- 1988: All My Children
- 1989: Der Equalizer
- 1993–1994: Missing Persons – Auf der Suche nach Vermissten (Missing Persons)

## Theater (Auswahl)
- 1974: The Freedom of the City (Broadway, New York City)[4][6]
- 1975: The Lesson (Orphans Theatre, Chicago)
- 1977: Knock Knock (Body Politic Theatre, Chicago)
- 1980: Buried Child (Northlight Theatre, Chicago)
- Harbor County Opera (Three Oaks, Michigan)